# Pry
Pry (en wallon Prî) est une section de la ville belge de Walcourt située en Région wallonne dans la province de Namur.
C'était une commune à part entière avant la fusion des communes de 1977.

## Origine du nom
Pry vient du latin perraria — ayant donné en français « pierrière » — et a abouti aussi à « pîrère » et « pérêre ». Par la suite, la troisième syllabe est passée à la liquide « l » d’où les Pérèles, à Soumoy ou la Pérelle à Roselies ainsi que la Pairelle à Thy-le-Château, Dampremy et Namur.

## Géographie
L'altitude au seuil de l'église du village est de 171 mètres.

## Évolution démographique
- Source: DGS, 1831 à 1970=recensements population, 1976= habitants au 31 décembre

## Histoire
Un éperon situé à 450 m au sud de l’arrêt de la ligne du chemin de fer (à gauche dans la direction de Charleroi), au lieudit Les Roches, a servi de refuge au IIIe siècle de notre ère; on y a trouvé également une nécropole et de nombreuses pièces de monnaie. À une distance de 1.200 m au nord, à droite de la route de Thy-le-Château, existait un autre cimetière, mérovingien celui-ci, de la fin du IVe siècle et du début du Ve siècle Une coupe en verre soufflé à décor chrétien a été retrouvée dans un des deux sites. Elle montre un chrisme — c-à-d le monogramme du Christ, formé des deux premières lettres grecques de son nom : khi et rhô. Les lettres alpha, peu visible, et oméga entourent ce symbole.
En 869, Pry dépend de l'abbaye de Lobbes, qui y conservera la perception de la dîme jusqu'à la fin du XIIe siècle. Une partie du village est donnée en aumône à l'abbaye de Saint-Jean de Florennes (mention en 1012).
Par la suite, l'histoire de Pry est singulièrement mal connue, car toutes les archives semblent bien définitivement perdues.
Au XVIIe siècle, l'abbaye de Denain y nomme les échevins de sa Cour de justice — qui suit la coutume de Liège.
L’église est dédiée à sainte Remfroid, la 1re abbesse de cette abbaye. Au début du XVIIIe siècle, la seigneurie passe, on ne sait dans quelles circonstances, au monastère du Jardinet-lez-Walcourt, qui la conserve jusqu'à la fin de l'Ancien Régime.
Au XIXe siècle, le village a une économie essentiellement agricole. On y cultive de l'épeautre et l'avoine et on y élève des moutons. Un moulin et ateliers de maréchalerie sont présents. En 1937, une marbrerie employait une dizaine de personnes.
L'église était une église entière au 16e siècle. Un siècle plus tard, elle est considérée comme médiane. Une nouvelle église est alors édifiée par les moines du Jardinet (Walcourt) et les paroissiens de Pry, chacun pour une moitié. En 1737, la moitié de la nef est terminée ; en 1750, l'autre moitié aussi, avec le chœur et la sacristie. Le clocher date de 1768.
De 1917 à 1937, des Franciscaines de Manage se sont consacrées à Pry à l'enseignement élémentaire des fillettes.

### Une Pérarienne (habitante de Pry) «mère de tous les New-Yorkais»
En juin 1625, Catherine Tricot, née à Pry, est la 1re femme européenne à enfanter dans le Nouveau Monde, ce qui lui vaut ce surnom flatteur aux États-Unis.
Elle faisait très vraisemblablement partie du groupe de 300 colons wallons huguenots, femmes et enfants, débarqués en 1623 d’un bateau hollandais avec Jesse de Forest, teinturier de son état, originaire d’Avesnes, pour lors, ville du comté de Hainaut. Les nouveaux arrivants bâtissent une bourgade qu’ils appellent Neuf-Avesnes. Par la suite, les Hollandais, plus nombreux, rebaptisent la ville en Nieuw-Amsterdam en 1635 et de même, les Anglais, en New-York en 1674. (Les États-Unis ont émis un timbre en souvenir de ces fondateurs wallons de New-York, ainsi que la Belgique en 1976 pour le bicentenaire de l’indépendance des USA, timbre n° 1797).
En 1626, Pierre Minuit, un autre Wallon, achète l’île de Manhattan aux Amérindiens Manhattes.
C’est l’époque où le wallon est la première langue de New York…

### Seconde Guerre mondiale
La cloche de l'église est retirée le 8 février 1944.
Dans la nuit du 26 au 27 mars 1944, un Halifax du 78ème escadron s’écrase à Pry tuant son équipage de 7 hommes.
Le 18 août 1944, suite probablement à des sabotages sur la ligne 132 Charleroi-Vireux, une vingtaine d’hommes de Pry et trente de Berzée sont arrêtés et conduits d’abord à Charleroi où ils restent trois jours à la caserne Trésignies puis au camp de Casteau. Ils sont finalement libérés le 31 août.
Le 1er mars 1945 vers 19 h à côté de la ferme de Maisoncelle, un V1 chute. Il est le dernier à tomber dans la région.

### Depuis la Seconde Guerre mondiale
Pry a été fusionné avec Walcourt en 1977 à la suite des fusions des communes.

## Patrimoine et folklore

### Patrimoine architectural
- Eglise Saint-Remfroid. Edifice classique reconstruit en trois phases par l'abbaye du Jardinet au XVIIIe siècle, qui détenait dîmes et seigneurie à la fin de l'Ancien Régime : le vaisseau central en 1737, ensuite les collatéraux et le chœur dès 1740 ou 1750 et la tour en 1768[8].
- Presbytère, rue Capitaine aviateur H. Goblet. Construit en plusieurs phases à partir de la 1re moitié du XVIIIe siècle et fortement transformée en 1885[9].
- Ferme de la Cour, rue Capitaine aviateur H. Goblet. Ancienne possession de l'abbaye de Jardinet à Walcourt jusqu'à la fin de l'Ancien Régime dont les bâtiments les plus anciens édifiés probablement par Zacharie de Leers, abbé de l'abbaye du Jardinet de 1574 à 1587[10].
- Chapelle Notre-Dame Consolatrice des Affligés, rue Mistraubu. Datant du milieu du XIXe siècle[11].
- Ferme des Boulys. Isolée dans les campagnes et située dans le lieu-dit Les Bôlis. Construite en 1842[12].
- Ferme de Maisoncelles. Construit en plusieurs étapes du XVIIe au XIXe siècle. En 1473 le bien est céder par Jean le Charlier, dite de la Maisoncelle, à l'abbaye du Jardinet, qui le conserva jusqu'à la fin de l'Ancien Régime[13].

### Folklore
Marche folklorique : Marche Sainte-Remfroid, créée en 1978.

## Économie

### Transports
Le village de Pry est desservi par les trains circulant sur la ligne 132 allant de Charleroi à Couvin.